# Valpovo
Valpovo è una città della Croazia di 12 327 abitanti della Regione di Osijek e della Baranja.